# Disney XD (Nederland/Vlaanderen)
Disney XD Nederland was een Nederlandse televisiezender, die tevens beschikbaar was in Vlaanderen. Op 1 januari 2010 verving Disney XD de televisiezender Jetix. Disney XD Nederland maakte deel uit van Disney Channels Benelux, een eigendom van de The Walt Disney Company.

## Disney XD
Disney XD was een kindertelevisiezender, voornamelijk gericht op jongens tussen de 6 en 14 jaar. Het had in tegenstelling tot Disney Channel meer actie in de programmering, en had ook meer onderwerpen die jongens aanspreken, zoals voetbal, skaten en karate. De programmering bestond voornamelijk uit Amerikaanse sitcoms, soms drama (Aaron Stone), films, animatieseries en soms lokale producties geproduceerd door, of in samenwerking met, The Walt Disney Company. De enige series die van Fox Kids waren, dat op het kanaal van Disney XD uitzond tot 2005, en die nog werden uitgezonden op Disney XD waren Pokémon en Totally Spies!, die tegelijkertijd ook de best bekeken tekenfilms waren. Later was Totally Spies! te zien op Nickelodeon. Op Disney XD was The Amazing Spiez! te zien, een spin-off van Totally Spies!
Disney XD had ook een digitale 24-uursversie, ook wel gepromoot onder de naam Disney XD Extra, die bij Ziggo, KPN, Telfort, XS4All, Telenet en Caiway via het Cogas-netwerk beschikbaar was. Alles werd nagesynchroniseerd in het Nederlands/Vlaams uitgezonderd Nederlands/Vlaamse producties. Er was een tweespoorgeluidsoptie beschikbaar bij de 24-uursversie bij Ziggo, waarbij dan meestal op het 2de spoor de originele taal wordt geleverd in plaats van de nasynchronisatie. Ondertitels zijn niet standaard maar kunnen meestal geactiveerd worden via teletekstpagina 888, er worden geen DVB-ondertitels aangeboden.
Eerder werd op 24-uursversie in de late avond vaak wel een aantal series in originele versie met vaste ondertiteling uitgezonden. Disney XD had eigen promo's en ook commercials van externe adverteerders. Deze werden in principe alleen tussen het begin en het eind van de serie uitgezonden, net als op de publieke netten. Langere films en series konden weleens tussendoor worden onderbroken voor reclame.
Op 31 juli 2018 is de 24-uursversie gestopt met uitzenden, de 12-uurversie op het kanaal van Veronica bleef nog wel bestaan. Als gevolg hiervan was ook het tweede geluidsspoor niet meer beschikbaar.
Per 1 mei 2025 werd de zender omgedoopt naar Disney Jr., waarbij de programmering zich ging richten op jongere kinderen.

### Disney XD Magazine
In januari 2010 verscheen het eerste nummer van Disney XD Magazine. Dit tijdschrift verscheen elke vier weken en bevatte rubrieken over sport, games, films en tv-helden en diverse strips. Deze strips waren vaak gebaseerd op de tv-series die op Disney XD te zien waren. Wegens tegenvallende verkoopresultaten werd het blad in 2012 opgeheven. In maart 2012 verscheen het laatste nummer.

## Programma's en films

### Animatieseries
- American Dragon: Jake Long
- A Kind of Magic
- Beyblade: Metal Fusion
- Beyblade: Metal Masters
- Beyblade: Metal Fury
- B-Daman Crossfire
- Corneil & Bernie
- Carl²
- Cars Toons
- Casper's Griezelschool
- Crash en Bernstein
- Dinosaur King
- Digimon Universe: Appmon
- de Tofu's
- de Vervangers
- Droners
- Ducktales
- Egyxos
- Fillmore!
- Galactik Football
- Gravity Falls
- Have a Laugh!
- Inazuma Eleven
- Jackie Chan Adventures
- Jimmy Two-Shoes
- Johnny Test
- Kid vs. Kat
- Kick Buttowski: Durfal Met Lef
- Kim Possible
- Lilo & Stitch: The Series
- Matt's Monsters
- Mickey Mouse
- Milo Murphy's Wet
- Monster Buster Club
- Oscar's Oasis
- Pat & Stan
- Penn Zero: Part-Time Hero
- Phineas en Ferb
- Pokémon
- Pucca Love Recipe (Vanaf 1 april 2021)
- Quack Pack
- Recess
- Rekkit Rabbit
- Shuriken School
- Sidekick[4]
- Skunk Fu!
- Stitch!
- de Legende van Tarzan
- The Amazing Spiez!
- The Emperor's New School
- The Super Hero Squad Show
- Totally Spies
- Transformers
- Team Galaxy (alleen op 24/7-versie)
- What's with Andy?
- Yu-Gi-Oh! 5D's
- Yu-Gi-Oh! Arc-V
- Yu-Gi-Oh! VRAINS
- Yu-Gi-Oh! Zexal
- Iron Man: Armored Adventures
- The Avengers: Earth's Mightiest Heroes (alleen op 24/7-versie)

### Series
- Aaron Stone
- Cap Hunt
- Cluebie
- Crash & Bernstein
- Expeditie Rangers
- Fort Boyard: Junior
- Hotnews.nl (alleen op 24/7-versie)
- Just Kidding
- K-9 (alleen op 24/7-versie)
- Kamen Rider Dragon Knight
- Kickin’ It
- Mighty Med
- Next X
- Once (bekend als "Disney 11")
- Pair of Kings
- Phil of the Future
- Power Rangers
- The Suite Life of Zack & Cody
- The Suite Life on Deck
- XD Extra
- XD Reporter
- Zeke & Luther

### Campagnes
- Disney's Friends for Change
- Phineas and Ferb Kettingreactie
- BMX Arena
- Cluebie
- Zeke and Luther: Tweestrijd (wedstrijden)
- The Big One (1-jarig bestaan Disney XD)
- Generations XD
- Green Dream District
- Experimententour

### Films
- Toy Story
- High School Musical
- The Proud Family Movie
- Dadnapped
- Jumping Ship
- Pirates of the Carribean
- Kronk's New Groove
- Minutemen
- Skyrunners
- Wizards of Waverly Place: The Movie
- Hatching Pete
- Life is Ruff
- Motocrossed
- Recess Schools out
- Pokémon 11: Giratina en de Krijger van de Lucht
- Pokémon 12: Arceus en het Juweel des Levens
- Eddie's Million Dollar Cook-off
- The Other Me
- Wendy Wu
- Jungle Book 2
- DuckTales en het geheim van de Wonderlamp
- Het Speelplein
- Heksje Lilly
- Mom's Got a Date With a Vampire
- You Lucky Dog
- De drie musketiers
- De Wraak van Jafar
- Totally Spies: The Movie
- Recess naar groep 7
- Luck of the Irish
- Aladdin en de Dievenkoning
- Pokémon 13: Zoroark - Meester der Illusie
- Pokémon 14: Black - Victini en Reshiram
- Pokémon 14: White - Victini en Zekrom
- Pokémon 15: Kyurem VS het Zwaard der Gerechtigheid
- Pokémon 16: Genesect En De Ontwaakte Legende
- Pokémon 17: Diancie en de Cocon der Vernietiging
- Pokémon 18: Hoopa en de Strijd der Tijden
- Yu-Gi-Oh!: Bonds Beyond Time

## Presentatoren (vast)
- Levi van Kempen
- Koert-Jan de Bruijn
- Sanne Ravenshorst